# Лабиринт духовный
«Лабири́нт духо́вный» — редкий иконографический тип в русской иконописи, который исследователи относят к XVIII веку (реже к началу XIX века). В среднем регистре таких икон находится изображение лабиринта, в верхней части — Горний Иерусалим, а в нижней — преисподняя. Современные искусствоведы воспринимают подобные иконы как наглядное изображение того, что путь в Небесный Иерусалим лежит через лабиринт жизни, который наполнен тупиками и ложными путями. Подобные иконы не относились к объектам религиозного поклонения, они служили назидательным целям. К 2023 году в собраниях российских музеев и православных храмов выявлено только две иконы иконографического типа «Лабиринт духовный». Одна из них входит в коллекцию Государственного музея истории религии в Санкт-Петербурге, а вторая — в собрание музея «Новый Иерусалим» в Истре в Московской области.
Исследователи предпринимали попытки определить происхождение иконографии «Лабиринта духовного». Выдвигались гипотезы лежащего в её основе литературного источника, влияния западноевропейской и русской гравюр, а также фресок или изображений на полу католических храмов, появление икон «Лабиринт духовный» связывалось с появлением в России XVIII века секты гернгутеров, данная иконография также рассматривалась в контексте развития «символико-догматического» направления в русской иконописи в конце XVII — начале XVIII века. Современные российские искусствоведы и культурологи пытаются определить образный смысл иконографии «Лабиринта духовного». В число исследователей данной иконографии входят доктор искусствоведения Игорь Орлов, заслуженный работник культуры Российской Федерации Галина Зеленская, кандидат искусствоведения Анастасия Долгова, докторант искусствоведения Уорикского университета Сергей Зотов, кандидат искусствоведения Наталья Мерзлютина.

## Изображение на иконах

### Икона из музея «Новый Иерусалим»

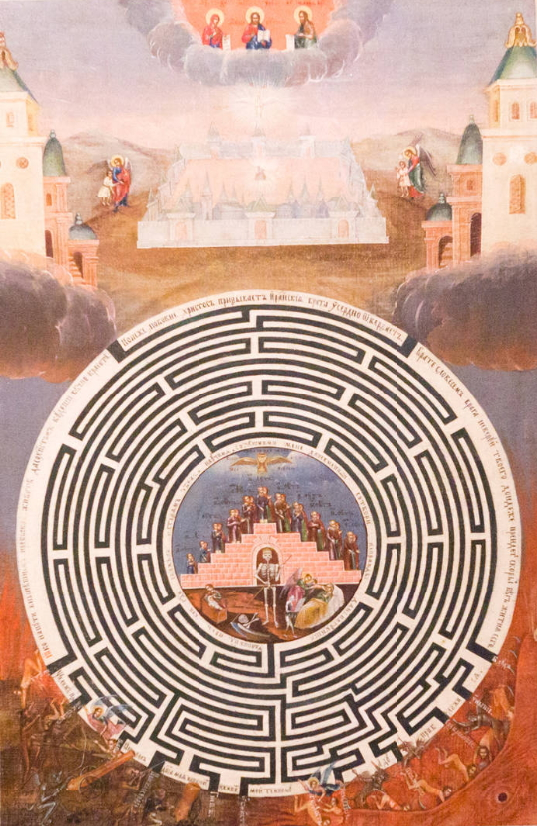
Лабиринт духовный. Музей «Новый Иерусалим»

Бо́льшую часть иконы занимает круглый лабиринт. Докторант искусствоведения Уорикского университета Сергей Зотов считает эту икону расширенным вариантом иконографии «Лабиринта духовного».
В центре иконы и лабиринта на ступенях пирамиды из камня изображены возрасты человеческой жизни в виде фигур мужчины и женщины. От младенца до дряхлого старика они размещаются на этой своеобразной лестнице. Над каждой из фигур написан возраст (от 1 года до 90 лет). Над персонажами изображены песочные часы, парящие на крыльях. Они отмеряют время человеческой жизни. Изображение сопровождает надпись: «Время сие божае часами во дни и нощи яко крылами». Снизу нарисованы сцены рождения и смерти (они представляют в символической форме начало человеческой жизни и её конец), а между ними стоит Смерть в образе скелета с короной на голове и косой в руках. По мнению Сергея Зотова, зритель воспринимает себя на позиции умершей души и именно из центра начинает своё мысленное путешествие по изображённому вокруг него лабиринту.
В своём движении вверх к Небесному Иерусалиму душа может прочесть имеющиеся на иконе надписи: «Яко на пути в нынешнем пребывая животе да со Христом будеши вечно красоте» и «Брате, словесем врага не веруй твоего. Дондеже прейдет скорый бег жития сего». Вверху выходов из лабиринта два. Путника встречает надпись: «Понеже любовне Христос призывает и райские врата усердно отверзает». В верхней части иконы находится изображение самого Небесного Иерусалима с двенадцатью воротами, а также чистые души, их провожают к Небесному Городу двое ангелов. Над Небесным Иерусалимом в облаках, которые играют роль картуша, находится изображение Деисуса. Богородица и Иоанн Предтеча обращаются к Господу с просьбой о спасении рода человеческого. Над Небесным Иерусалимом под Деисусом парит Дух Святой в образе голубя.
Если зритель прошёл лабиринт неудачно, то он оказывается в нижней части иконы. Надпись здесь гласит: «Яко зол душа моя наполнися и живот мой темному аду приближися». В ад ведут двенадцать дорог (кандидат искусствоведения Наталья Мерзлютина насчитала только одиннадцать) с надписанными соответствующими грехами, а именно — блуд, уныние, сребролюбие, пьянство, тщеславие, гордость, убийство, гнев, немилосердие, зависть, оклеветание и объядение. Перед входом в преисподнюю слева находятся изображения бесов, вооружённых новейшими на то время видами оружия (пушками и ружьями, а также луками), которые, по мнению Сергея Зотова, символизируют страсти. По мнению Анастасии Долговой, это также изображение поражающих «род человеческий греховными страстями» чертей (такой же точки зрения придерживается и Галина Зеленская). Пасть геенны огненной смещена на этой иконе вправо. Среди бесов можно рассмотреть и ангелов, извлекающих раскаявшиеся души из преисподней.

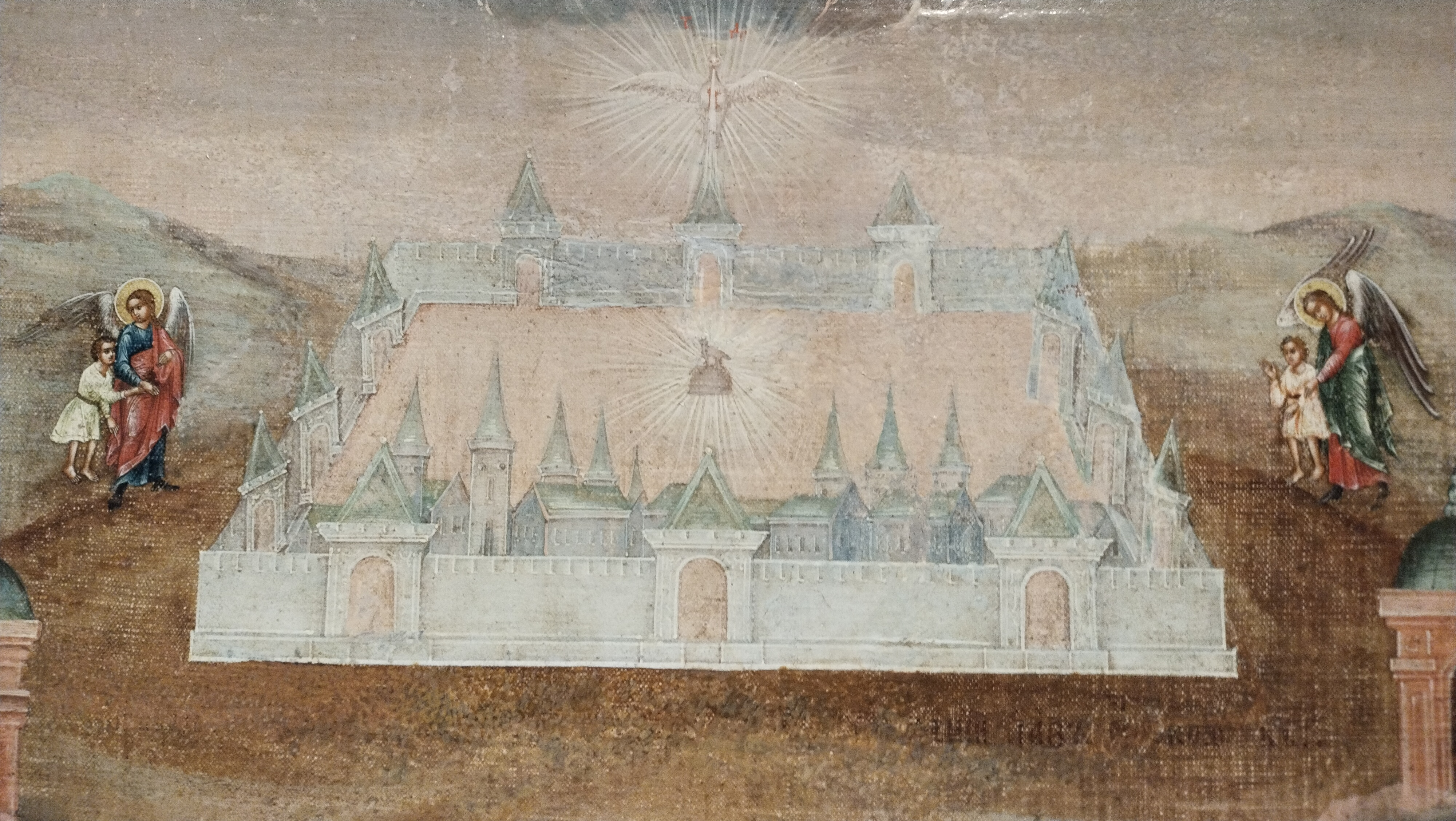
Небесный Иерусалим
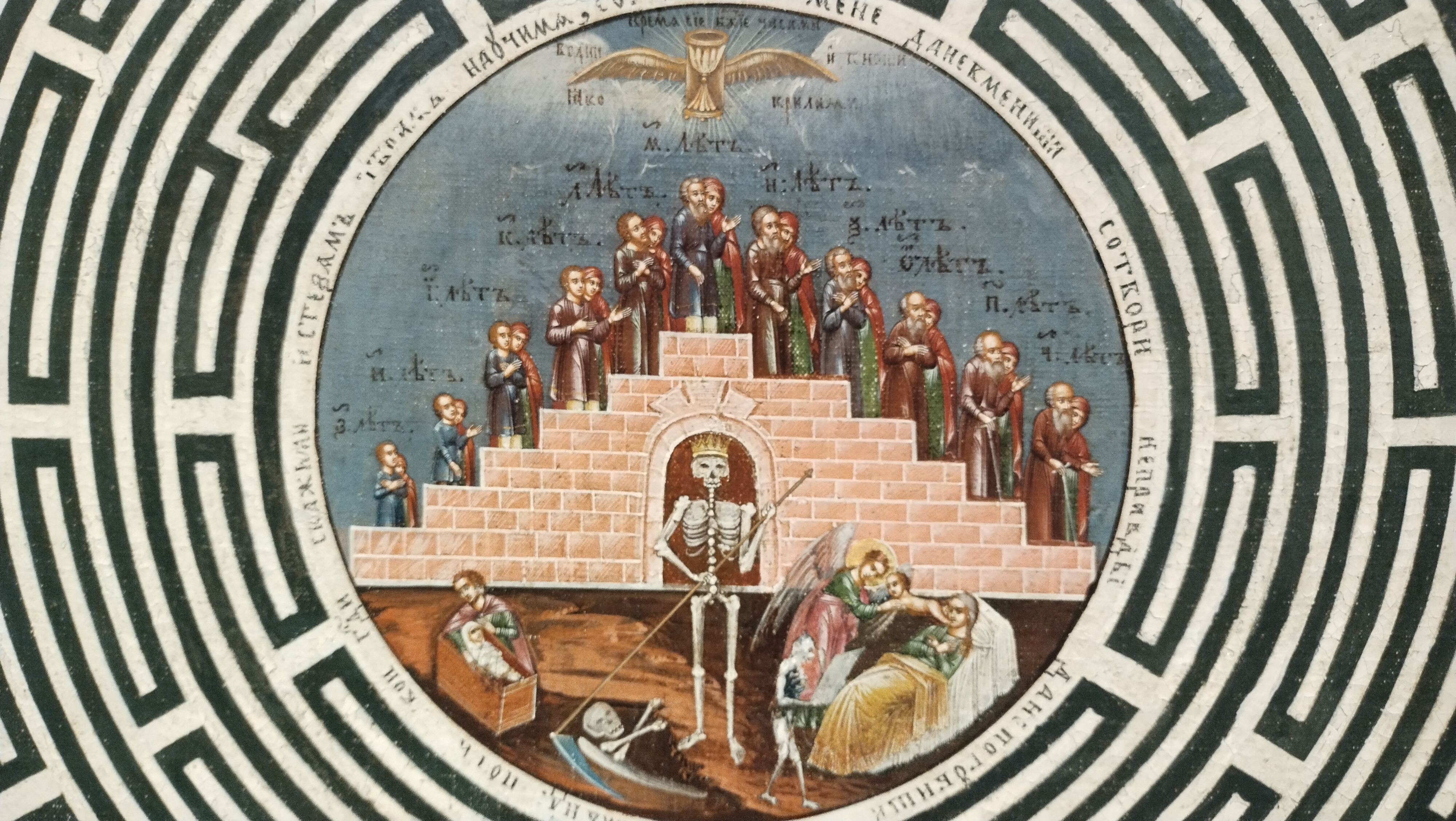
Центральная часть. На нижней левой ступени возраст детей ζ (7) лет, на верхней ступени — μ (40) лет, на нижней правой — ϟ (90) лет
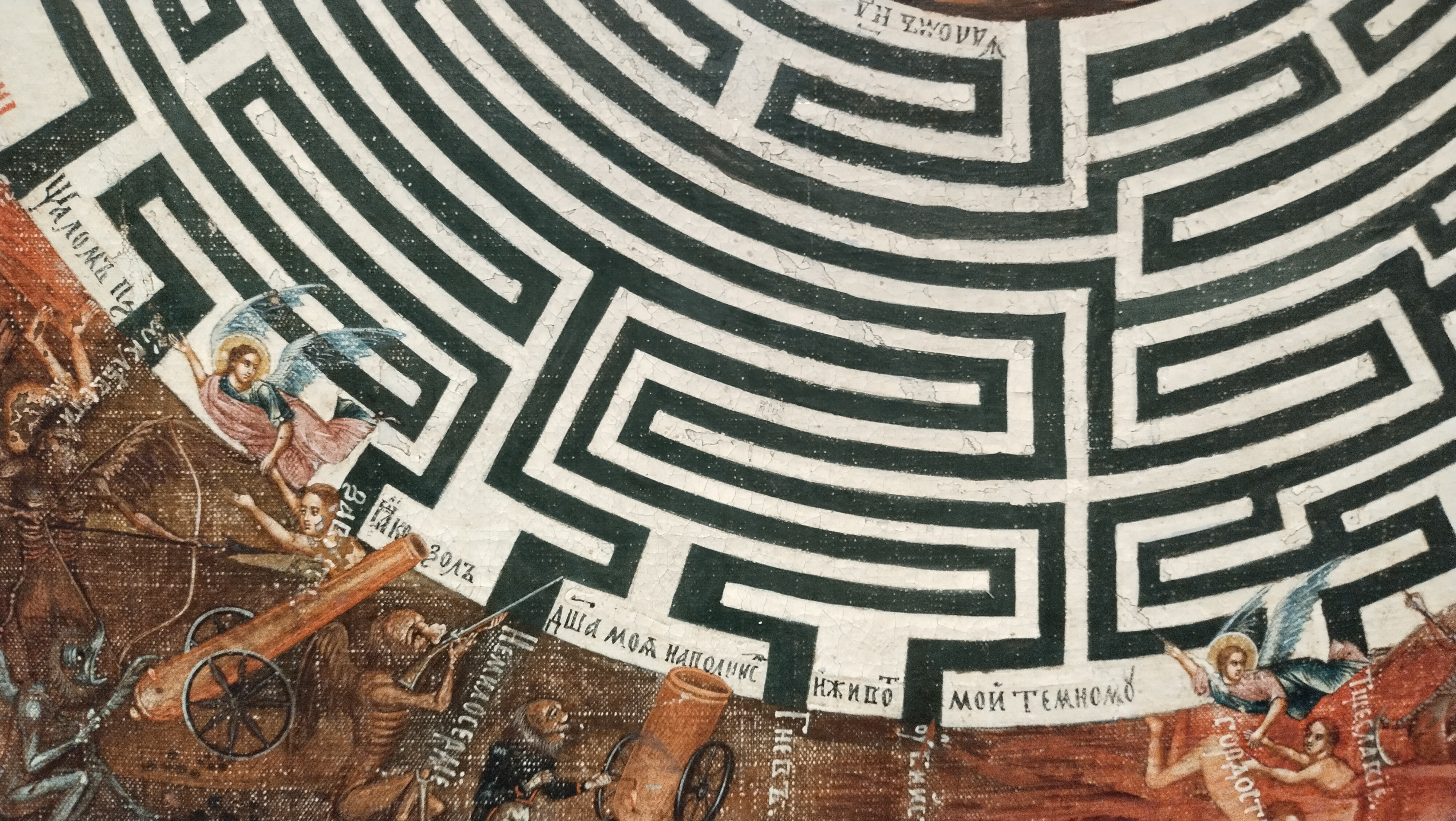
Левая нижняя часть. Бесы с оружием
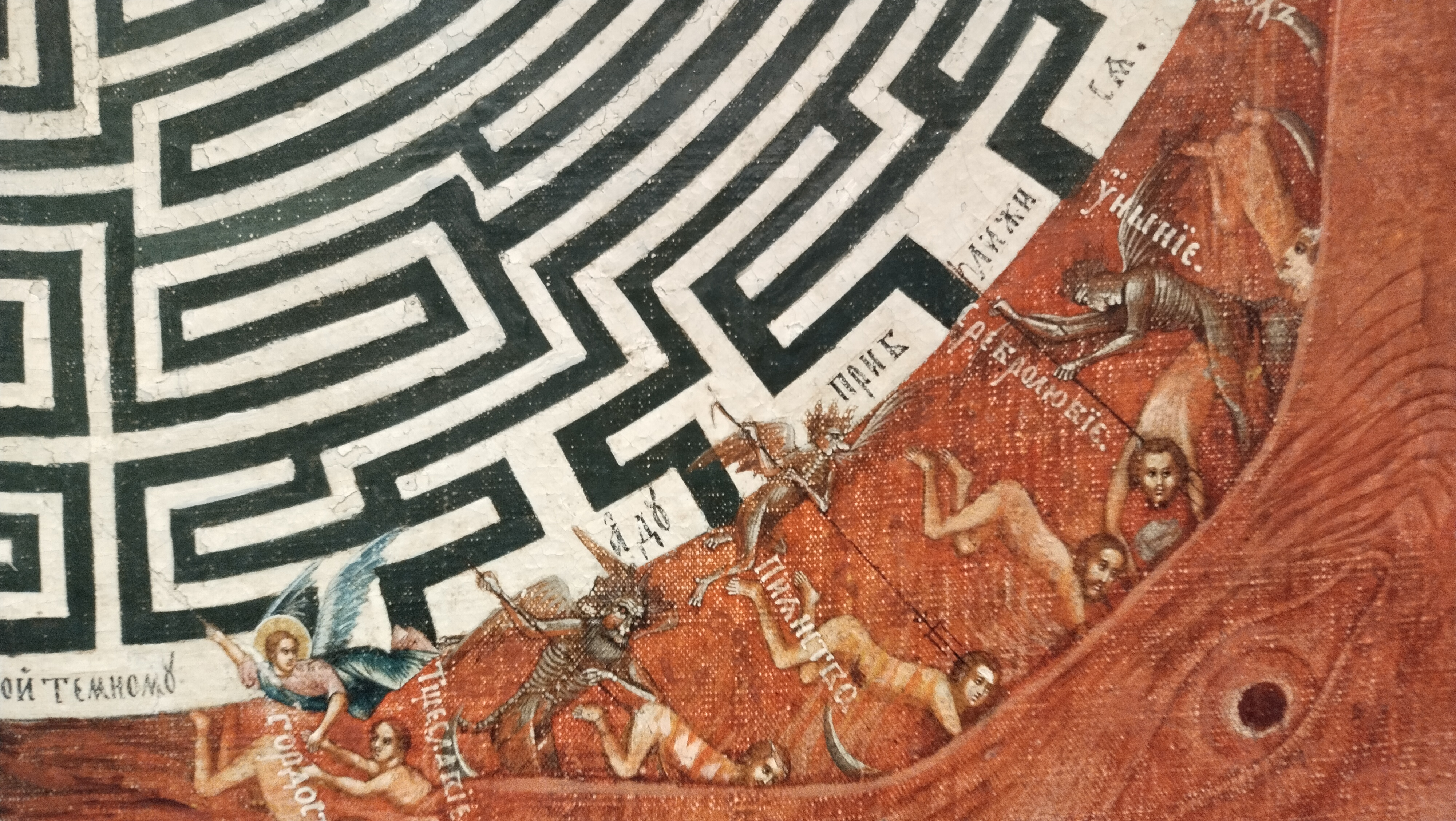
Правая нижняя часть. Геенна огненная

### Икона из Государственного музея истории религии
В композиции иконы использованы приёмы обратной перспективы. Действие разворачивается в одной плоскости. Изображённое трактовано условно и плоскостно, более объёмно изображены только человек в лабиринте в среднем регистре и Христос на троне в верхнем. Анастасия Долгова отмечает использование иконописцем приёмов книжной иллюстрации и гравюры. Особенно близким гравюре, по её мнению, является изображение лабиринта. Текст на иконе «Духовный лабиринт» требует сосредоточенности и внимательного чтения, что также характерно для гравюры и слабо подходит для иконы, на которой надписи-тексты «традиционно играют служебную, вспомогательную роль или несут сакральный смысл, лишь дополняя изображение и будучи воспроизведены в сокращении с титлами».

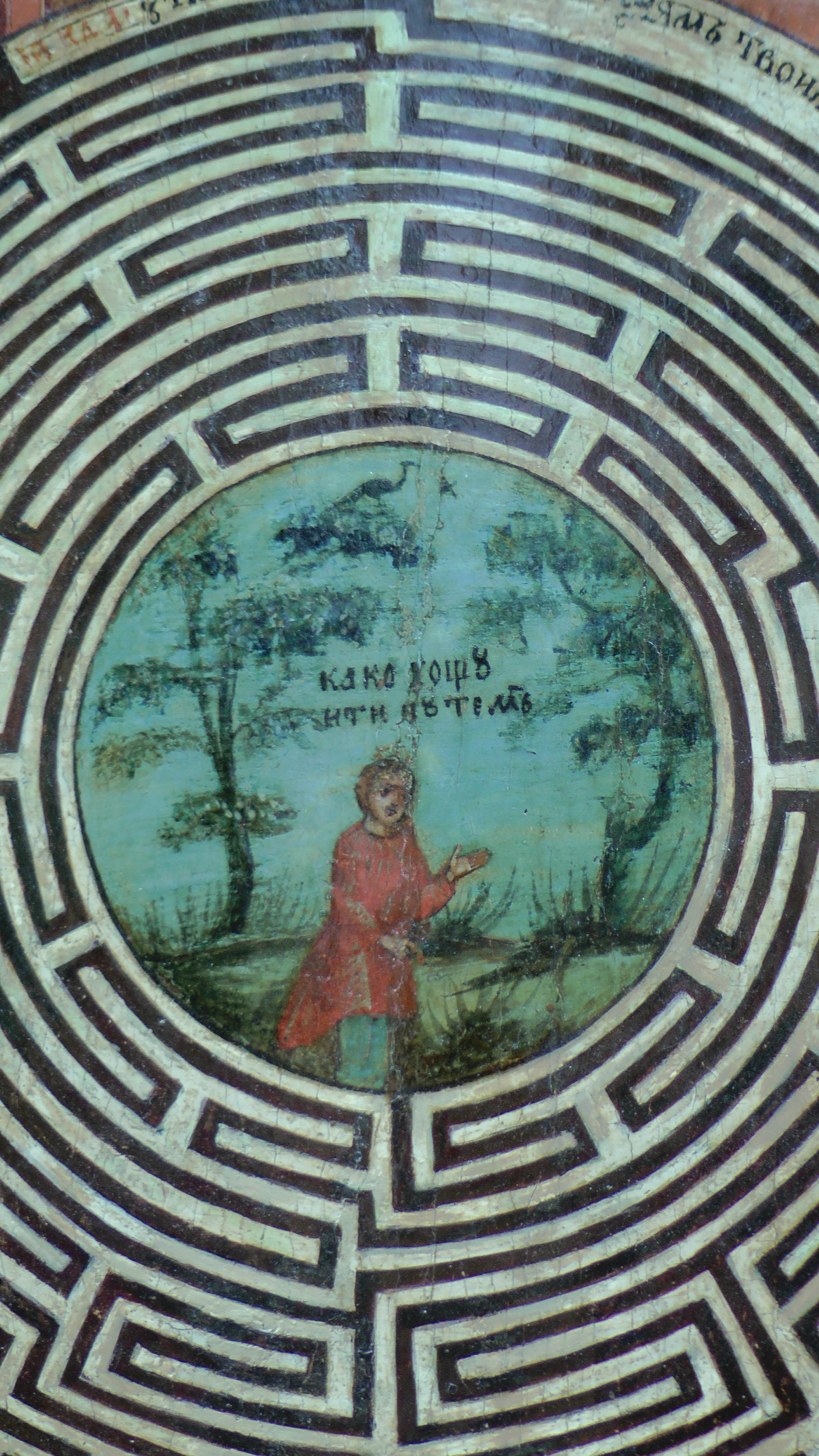
Центральная часть лабиринта. Человек, стоящий на коленях

Долгова проанализировала смысловое и композиционное строение иконы. Икона делится, с одной стороны, по вертикальной центральной оси на две противоположные по смыслу части (смерть молодого грешника с одной стороны от оси и пожилого праведника с другой). С другой стороны, аналогичное разделение происходит по горизонтали (геенна огненная внизу и Небесный Иерусалим вверху). Композиция «дополняется текстом и эмоционально подкрепляется цветовым решением».
Изображения на сюжет апокрифического «Видения апостола Павла» в среднем регистре по краям иконы
Икона «Духовный лабиринт» трёхчастная. Верхняя часть изображает Небесный Иерусалим, центральная — земной мир, нижняя — преисподнюю с гееной огненной. В центре композиции находится лабиринт, в середине которого на фоне достаточно реалистично изображённого пейзажа помещён человек, по утверждению Анастасии Долговой, стоящий на коленях. Его красные одежды выделяются на тёмно-зелёном фоне сцены. Над этой фигурой, изображённой в центре лабиринта, находится надпись: «како хочу ити путемъ». Лабиринт круглый на охристо-жёлтом фоне, имеет всего один выход наверх. В преисподнюю, напротив, ведут несколько путей, каждый из которых соответствует двенадцати грехам: зависть, клевета, убийство, блуд, пьянство, гордость, тщеславие, уныние, гнев, сребролюбие, чревобесие и объедение. Долгова отмечает, что к семи смертным грехам (гордыня, зависть, обжорство, похоть, гнев, алчность и уныние) иконописец, наставляя христианина на истинный путь, добавляет дополнительные. Это позволяет проникнуть в духовный мир человека той эпохи.
По краям лабиринта находится текст, который Долгова сумела расшифровать лишь частично. С трёх сторон тянется надпись: «Братие словесемъ врага не веруй твоего дондеже придетъ скорбны <неразборчиво> жития сего. Яко (?) <неразборчиво> пребывли животе да с хрсом будеши вовечно <неразборчиво>. Пути твоя гди скажи ми и стезямъ твоимъ научи мя. Не привлецы мене со грешники и с делающими неправду не погуби мене». Строка же по нижнему краю лабиринта вообще не поддаётся расшифровке. Исследователь сумела определить источник только для двух строк: 1) «Пути твоя гди скажи ми и стезямъ твоимъ научи мя» (рус. «Укажи мне, Господи, пути Твои и научи меня стезям Твоим» в Синодальном переводе, Псалом 24 (Пс. 24:4)); 2) «Не привлецы мене со грешники и с делающими неправду не погуби мене» (рус. «Не погуби меня с нечестивыми и с делающими неправду» в Синодальном переводе, Псалом 27 (Пс. 27:3)). В каталоге лондонской выставки 1992 года было по ошибке указано, что текст взят из Псалма 87, а в каталоге выставки в Финляндии 1995 года — из Псалма 37.
По обе стороны лабиринта находятся две сцены смерти — праведного человека и грешника. Праведник — почтенный человек в левой части с окладистой бородой в тёмно-зелёных одеждах под красным одеялом. Его душу, изображённую как фигурка младенца, принимает ангел также в красных одеждах. Душу грешника (она также имеет вид младенца, а сам грешник — внешность безбородого мужчины) принимает чудовище в перьях с когтистыми лапами, в которых оно держит два свитка (Анастасия Долгова признавалась, что не смогла расшифровать написанный в них текст).
Небольшая арка в стиле архитектуры эпохи Возрождения открывает вход в Небесный Иерусалим. Иисус Христос в красном хитоне и тёмно-зелёном гиматии восседает на троне в стиле барокко. Одеяния Христа чётко выделяются на «красновато-охристом, наполненном теплом и светом» общем колорите верхнего регистра иконы. От Христа исходят лучи света. Душа праведника в белых одеждах стоит на коленях рядом с ангелом в красном одеянии. Долгова оценивала постройки Небесного града, изображённые иконописцем, как «здания разных типов, выполненные в духе архитектуры западного Ренессанса». Кое-где между ними находятся тёмно-зелёные деревья, также выделяющиеся своим цветом на общем достаточно ровном фоне.
Нижний регистр иконы также выполнен в красновато-охристом колорите, «но это уже не цвет тепла и света, которым наполнен Небесный Иерусалим, а цвет огня, обрекающего грешников на вечные муки». Геенна огненная представлена на иконе как чудовище с красными глазами и огромной пастью. В его пасти пылают жёлтые языки пламени, обозначающие преисподнюю.

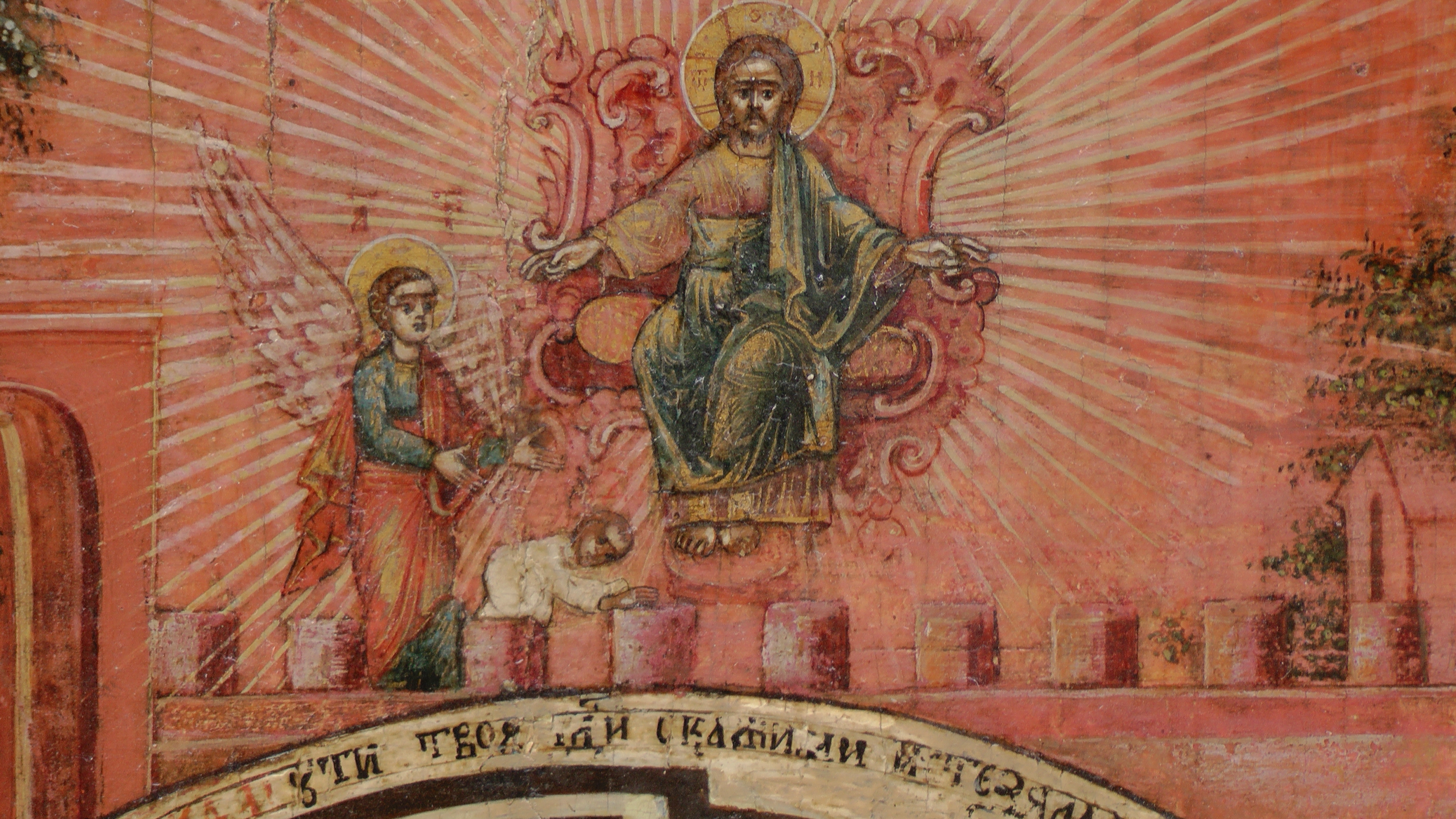
Центр верхней части. Душа праведника перед Христом
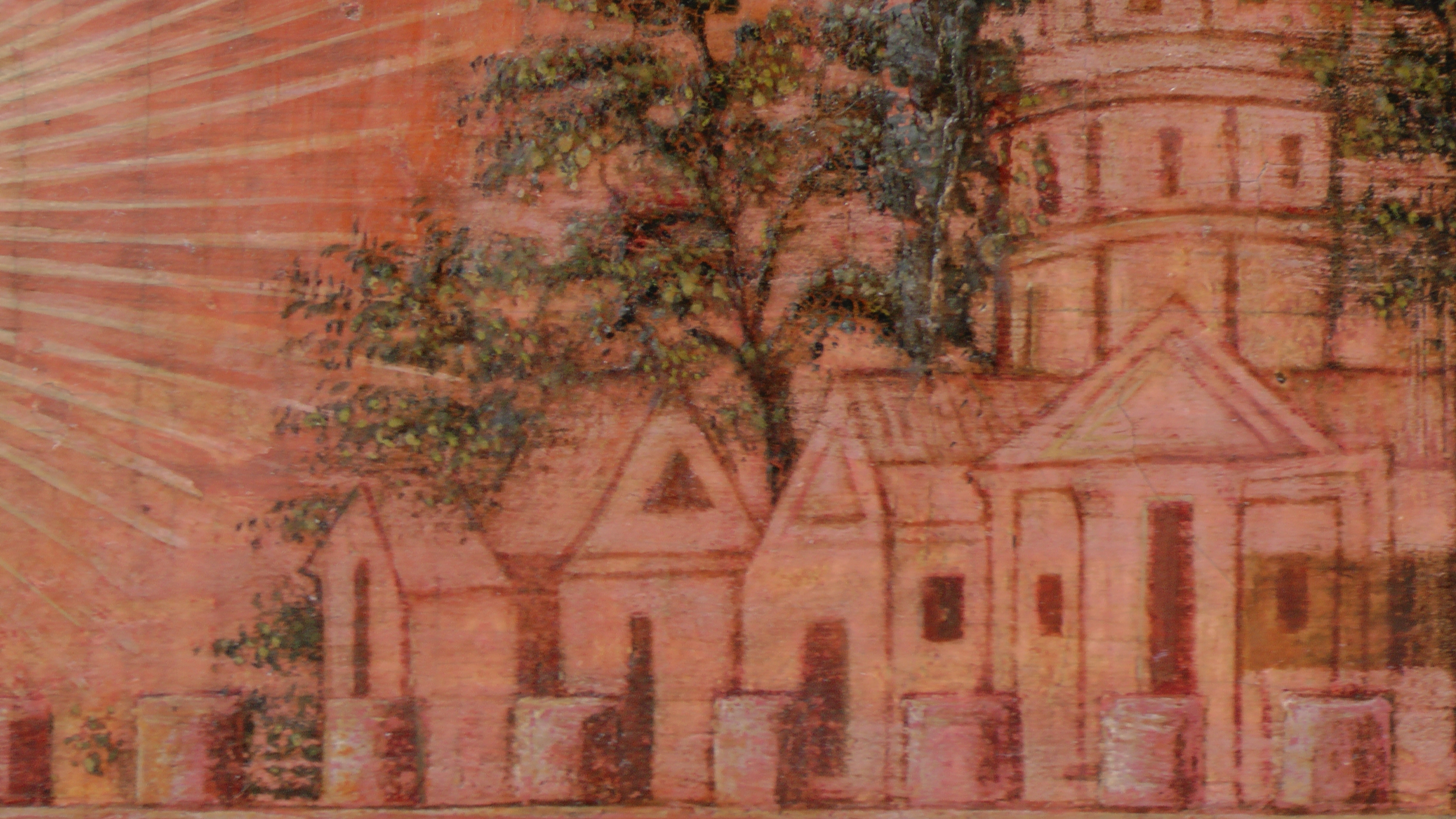
Верхняя правая часть. Фрагмент Небесного Иерусалима
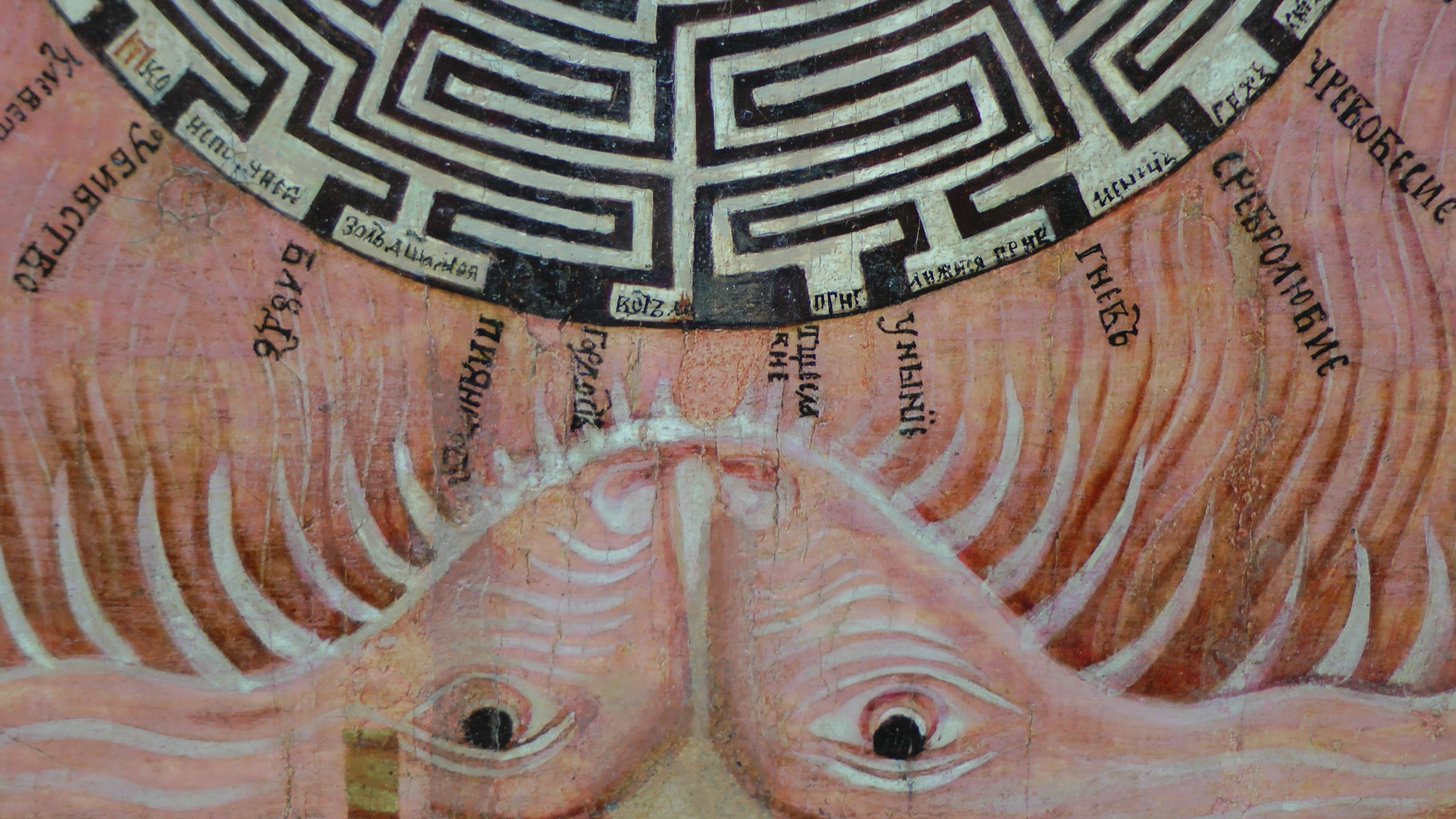
Нижняя часть. Геенна огненная

## Иконы в собрании российских музеев

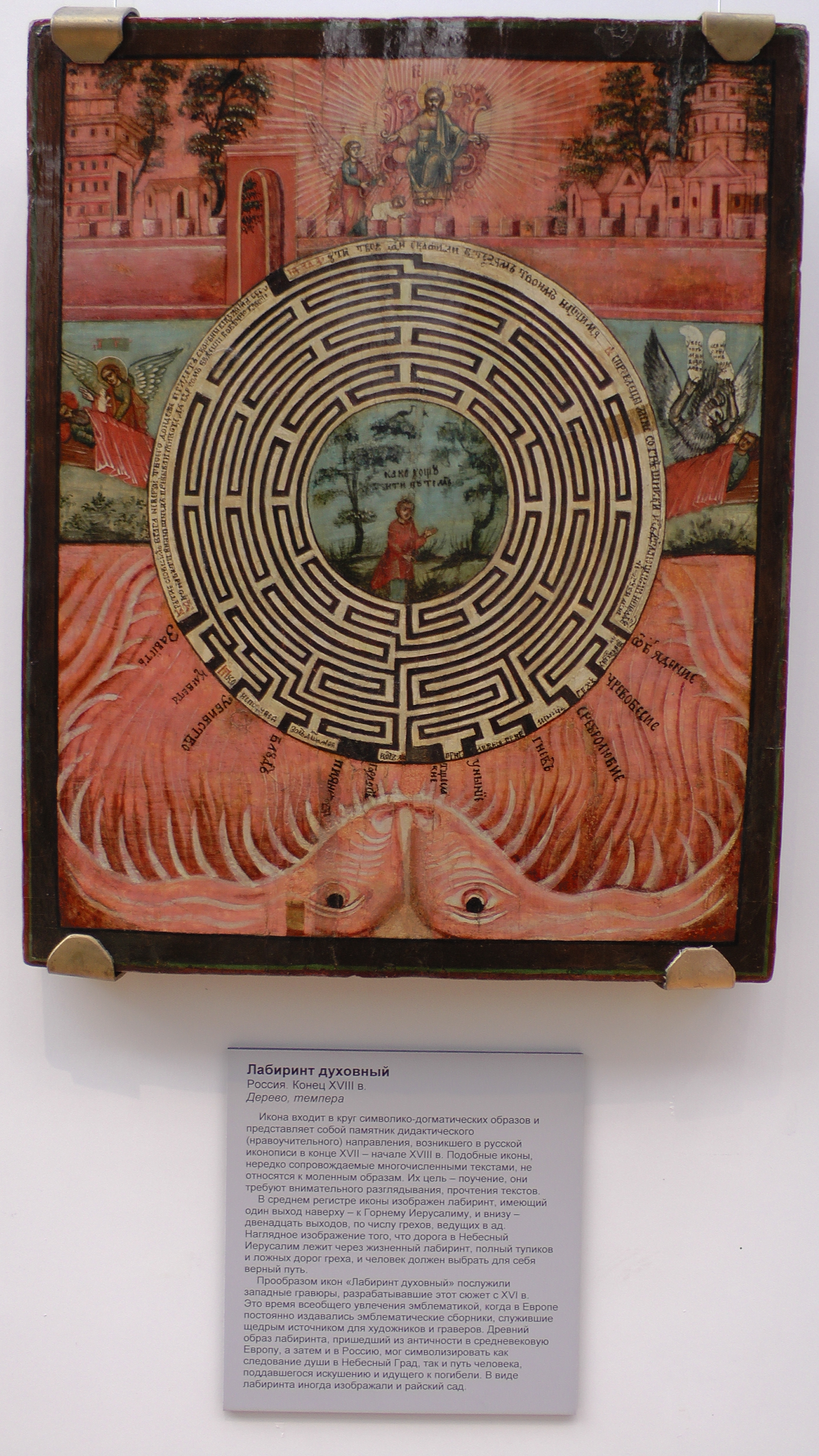
«Лабиринт духовный» на временной выставке в Музее истории религии, 2021

К 2023 году в сфере внимания искусствоведов находились только две иконы на сюжет «Лабиринт духовный» (однако искусствовед Галина Зеленская утверждает: «глубокое духовно-назидательное содержание, выраженное в наглядных образах, способствовало появлению разных изводов „Лабиринта“ в иконописи и в русской народной картинке — лубке»). Одна из них входит в коллекцию Государственного музея истории религии в Санкт-Петербурге. Вторая икона пребывает в собрании музея «Новый Иерусалим» в Истре в Московской области (а по ошибочному утверждению кандидата искусствоведения Анастасии Долговой, в коллекции Новоиерусалимского монастыря).

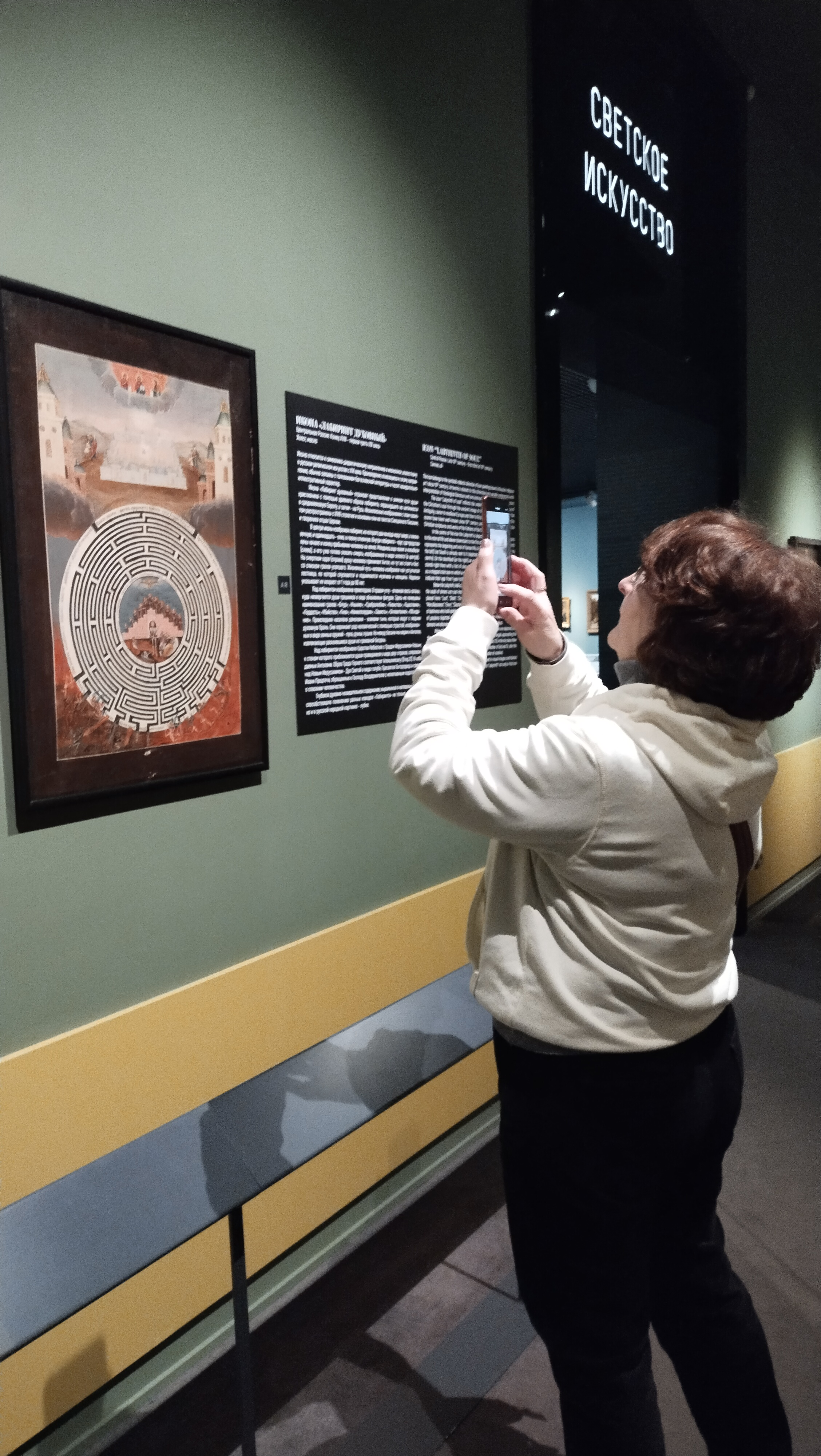
«Лабиринт духовный» в постоянной экспозиции музея «Новый Иерусалим», апрель 2023

Долгова утверждает, что первая из двух икон была написана мастером московской школы иконописи в конце XVIII века, и относит её исполнение к традиционной иконописной технике (темпера по дереву). Размеры данной иконы 54 × 43,9 × 3,1 см (сайт Православного Свято-Тихоновского гуманитарного университета даёт несколько иную информацию — 54 × 44 см, техника — темпера по дереву, время создания — вторая половина XVIII века). Долгова отмечает, что происхождение этой иконы и место её нахождения ко времени поступления в коллекцию музея неизвестны. Икона из коллекции Государственного музея истории религии много раз была представлена на выставках и хорошо известна специалистам. Вместе с тем Долгова утверждает, что по состоянию на 2011 год, иконография данной иконы исследована слабо, а в каталогах музея её описание «дано схематично, в отдельных случаях даже с ошибочной ссылкой на тексты письменного источника».
В число выставок, на которых побывала икона, входят выставка «Сокровища сакрального искусства Государственного музея истории религии Санкт-Петербурга» в Лондоне, проходившая в апреле — июне 1992 года, выставка «Концепция рая в религиозных изображениях» в Музее изобразительных искусств в Йоэнсуу в 1995 году, выставка «Сквозь лабиринт людских пороков», проходившая с 18 февраля по 14 апреля 2021 года в Музее истории религии, на которой она занимала центральное место.
Вторую икону Анастасия Долгова датирует рубежом XVII и XVIII веков и считает, что она происходит из Воскресенского собора Новоиерусалимского монастыря. В альбоме-каталоге музея «Новый Иерусалим» указана другая информация (автор — кандидат искусствоведения, старший научный сотрудник художественного отдела музея «Новый Иерусалим» Наталья Мерзлютина). В соответствии с ней, икона происходит из Центральной России, но непосредственный источник поступления иконы в собрание музея неизвестен, а время её создания относится к концу XVIII — первой трети XIX века. Доктор искусствоведения Игорь Орлов отнёс её просто к XVIII веку. В альбоме-каталоге названы техника исполнения иконы — масляная живопись по холсту — и размеры — 80 × 57 см (Игорь Орлов указывал противоположные размеры — 57 × 80 см). Инвентарный номер иконы в собрании музея — Жд-181.

## Попытки определить происхождение иконографии «Лабиринта духовного»

### Восприятие «Лабиринта духовного» как отдельного сюжета «символико-догматического» направления в иконописи
Анастасия Долгова относила иконографию «Лабиринта духовного» к «символико-догматическому» направлению (этой же точки зрения придерживалась и Наталья Мерзлютина). С её точки зрения, с середины XVI века (дальше на той же странице Долгова относит возникновение дидактической иконографии к более позднему времени — к концу XVII — началу XVIII века) икона начинает иллюстрировать «тексты молитв, песнопений, служб, стремится доступно изобразить и объяснить сложные богословские понятия». Такая икона часто представляет собой иллюстрацию к богословскому догмату, но при этом она не является в глазах верующих посредником в общении с Богом. Иконы, относящиеся к «символико-догматическому» направлению, вводят в иконографию новый круг сюжетов, часто основанных на толковании богословской и «иного рода литературы», носят одновременно назидательный и иллюстративный характер. Постепенно формируется устойчивая иконография подобных сюжетов. Особым в сравнении с традиционной иконописью является художественный язык символико-догматических икон. Для них, например, характерно наличие большого количества пояснительных текстов.
Долгова отмечала слабую исследованность подобных иконописных памятников. Их иконография, происхождение и место в храме не становились к 2011 году предметом детального изучения. С этим исследователь связывала и отсутствие единой терминологии, которая могла бы применяться специалистами для анализа этого круга памятников. Долгова утверждает, что исследование символико-догматических икон находится на начальном этапе изучения: «определяется круг памятников, осуществляется их иконографическое исследование, оцениваются их особенности».

### Поиски исследователями литературного источника происхождения иконографии
…тогда увидел он человека при смерти. Это был праведник, человек бедный, который, умирая, обретал покой. Пред ним предстали все дела его, совершённые во имя Божие, и «всё житие его». Душу его принял благой ангел бережно… Когда грешник, проводивший всю свою жизнь в еде и питье, чувствует приближение смерти и все духовные дела обступают его, он начинает горько сетовать и восклицает, что лучше было бы ему не родиться на свете. Грозные ангелы с силой вырывают его душу из тела… Ангел-хранитель, в свою очередь, осыпает душу укоризнами…— Анастасия Долгова. Об истоках и символике иконографии «Лабиринт духовный»

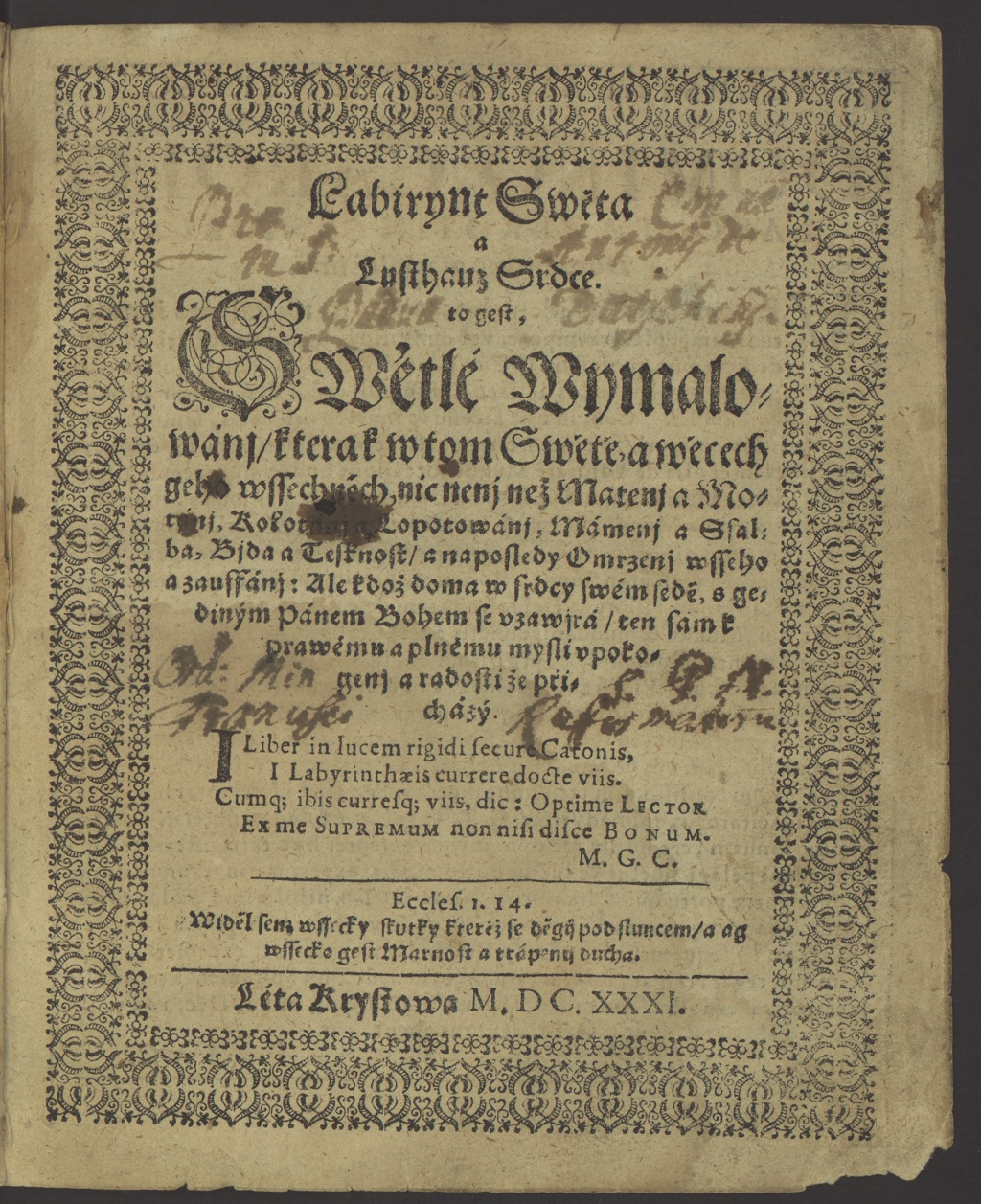
«Лабиринт мира и рай сердца» Яна Амоса Коменского в издании 1631 года

Долгова отмечает, что сцена смерти праведника изображается близко к тексту «Видения апостола Павла», а вот смерть грешника — «немного иначе», как «противоположность смерти праведника, почти зеркально воспроизводя её общую композицию».
Как отмечает Сергей Зотов, образ лабиринта, обозначающего наполненный опасностями путь человека к Богу, стал появляться в русской духовной литературе с XV века, и в конечном счёте этот сюжет попал «и на храмовые образы» (к которым Зотов относил и иконографию «Лабиринта духовного»). Зотов считает, что основой для иконографии «Лабиринта духовного» могла стать книга чешского философа, педагога и богослова Яна Амоса Коменского «Лабиринт мира и рай сердца». Она была переведена на русский язык в первой половине XVII века. В книге путешественник блуждает «по лабиринту мира, обозревая устройство сословий, наук и религии». Итог его странствий — приход ко Христу и духовное прозрение. Упоминается беззаботная кончина праведника и описывается его восхождение в рай.
Прослеживая западноевропейский источник русской иконографии, Зотов называет аллегорические поэтические произведения и иллюстрации к ним, появившиеся в XV веке. Среди таких литературных памятников фигурирует немецкая духовная поэма «Истинный путеводитель короля». Зотов допускает, что иллюстрация к этой книге или другой подобной ей могла вдохновлять и русского иконописца. Также исследователь обращал внимание на использование образа лабиринта западным мистицизмом, относящимся к поздней античности. Например, христианский поэт Пруденций, живший в IV веке, пишет о лабиринте как о символе безрассудства язычников и еретиков и создаёт метафоры блуждания по миру и поиска истинного пути. Аллегория лабиринта в таком понимании, по мнению Зотова, дожила до X века, когда французский бенедиктинский монах и впоследствии святой Аббон Флёрийский жаловался, что еретики смущают молодых людей, бросая их «в лабиринт заблуждения». Эту же линию продолжал Данте, описавший ад «как запутанный лабиринт, состоящий из множества кругов, поясов и щелей, в противоположность чётким концентрическим кольцам рая».

### Поиски истоков иконографии в западноевропейской и русской гравюре, а также в католических фресках
Анастасия Долгова считает, что близкие по смыслу к иконографии «Лабиринт духовный» изображения можно найти в западноевропейской гравюре XVII века, которая, как напоминала она читателям своей статьи, именно в XVII—XVIII веках оказала большое влияние на русскую иконопись. Особо Долгова оговаривала влияние «западноевропейских книг образцов и средневековых гравюр с эмблематическим типом мышления». 

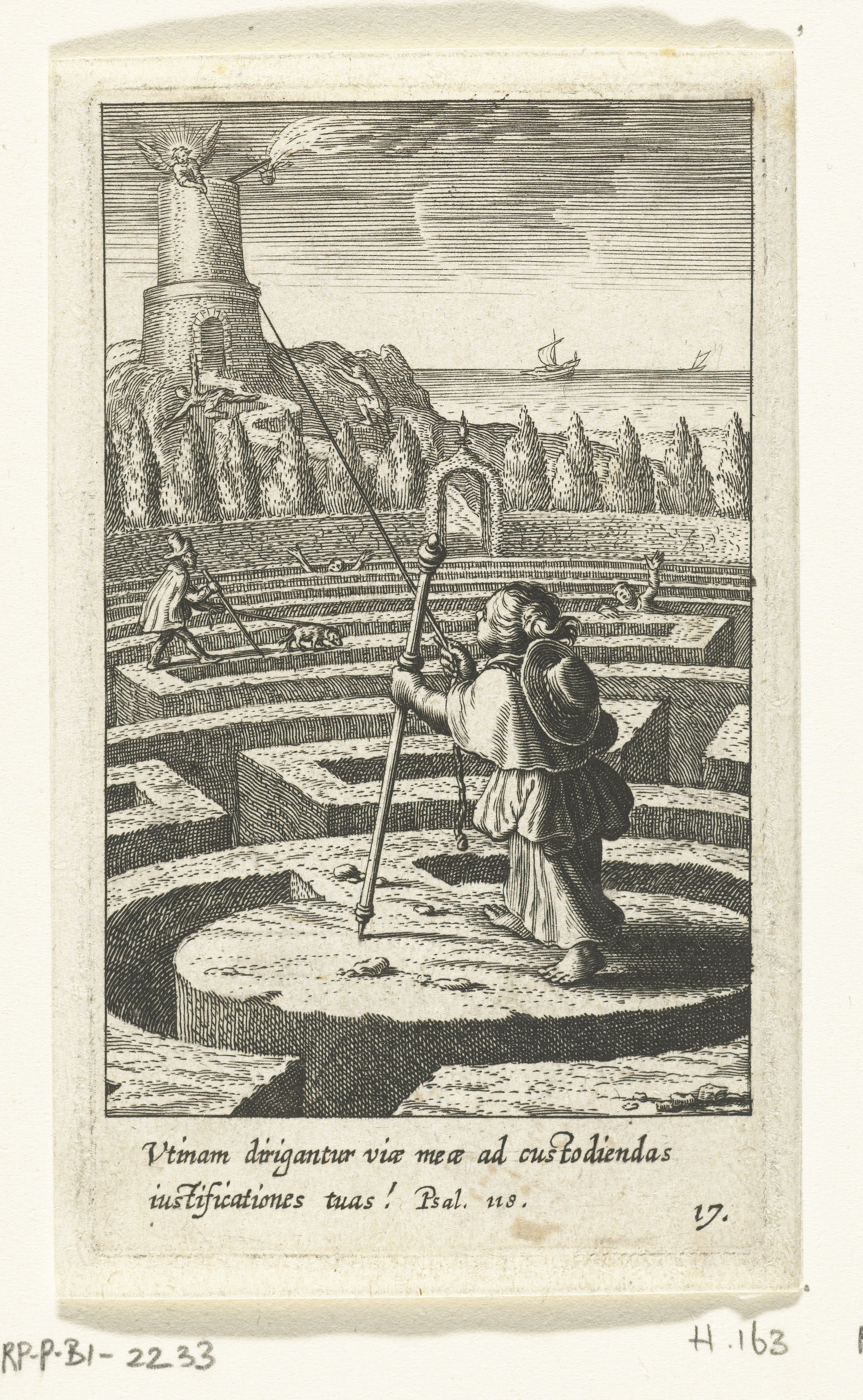
Боэций Адамс Больсверт. Ребёнок, одетый как паломник в лабиринте, 1624

В европейской гравюре существуют примеры лабиринта как символа духовных поисков — как вариант, гравюра, которую Долгова называет «Душа пилигрима, ведомая Словом Божьим, в лабиринте духовных исканий», приписывает мастеру Герману Гуго и датирует 1622 годом. Исследователь обращает внимание, что лабиринт на ней, однако, изображён «с другой точки зрения и в другом ключе». На гравюре человек запечатлён со спины, находясь в центре круглого лабиринта. Там же, внутри лабиринта, изображены ещё несколько человек, один из них «оступился и протягивает руку вверх, прося помощи». По утверждению Долговой, тем не менее «назидательный смысл гравюры аналогичен смыслу икон». С её точки зрения, «различия можно легко объяснить разницей изобразительных языков иконописи и гравюры». В действительности же Герман Гуго является автором текста книги «Благие намерения» (лат. «Pia desideria»), в качестве иллюстрации к которой была использована гравюра художника Боэция Адамса Больсверта под названием «Ребёнок, одетый как паломник в лабиринте» (нидерл. «Kind gekleed als pelgrim in doolhof», Рейксмюсеум, Амстердам, 95 × 56 мм). Книга была издана в 1624 году в Антверпене.

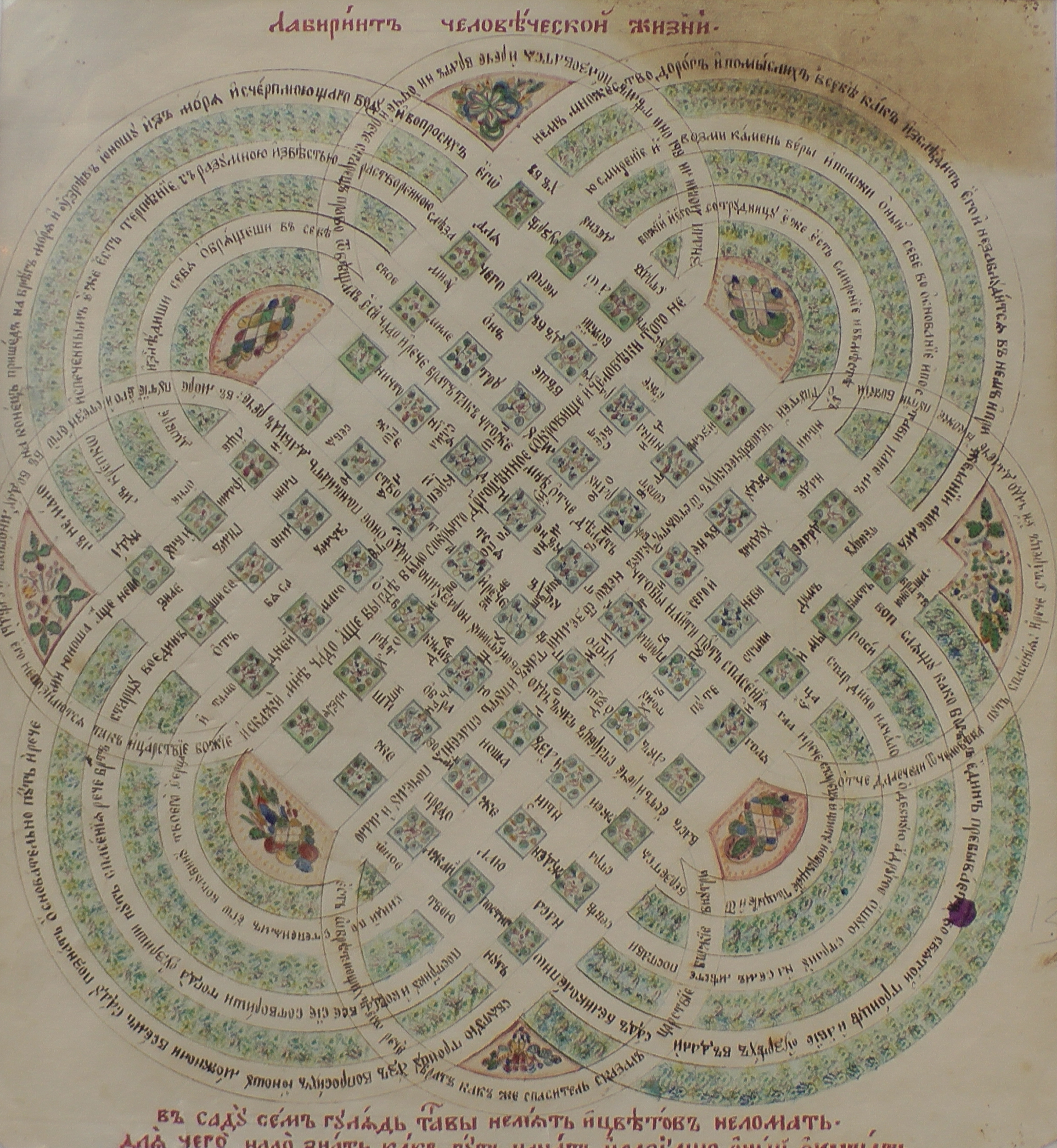
«Лабиринт человеческой жизни» из Музея истории религии, 1860-е годы

Долгова определила ещё несколько гравюр, которые могли бы быть соотнесены с иконографией «Лабиринт духовный»:
- В третьей книге многотомника Дмитрия Ровинского «Русские народные картинки» присутствует описание гравюры «Лабиринт духовный», находившейся в то время в собрании Олсуфьевых. Исследователь привела описание дореволюционного искусствоведа: «Лабиринт устроен в большом… восьмиугольнике; дорожки идут кругом, концентрически, прямыми полосами в 22 ряда: в середине Горний Иерусалим (рай), в нём Святой Дух, в виде голубя… По четырём углам представлены, вверху: 1) приход благоразумного разбойника в рай, 2) Авраам, Исаак и Иаков в раю, а внизу: 3) смерть грешника и 4) грешники в адском пламени. По дорожкам следующие надписи: в верхней половине лабиринта „Тесный путь вводяй в жизнь вечную. Богатство расточи и домы нищих надели и сирот. Отвержися сладких пищей, сухоядение восприми. Престани от пьянства, и возлюби трезвение“. Внизу присутствует текст: „пространный и широкий путь, ведый в погибель вечную. …Леность возненавиждь, послушание восприми, аще кто тя ударит в ланиту обрати ему и другу…“ Текст слева: „девство возлюби, блуд возненавиждь. Отвержи скверность, чистоту восприми, престань от зла, покаяние сотвори“. На правой стороне: „престани от злопомнения люби враги твоя в дружбе, отвержися лукавства беды приимай напасти. Мирских сует отвержися, приступи ко спасению“»[29][30].

В этом описании (саму гравюру она не видела) Долгова нашла «поучительный смысл, выраженный в трактовке, близкой рассматриваемым иконам», и сделала вывод, что можно говорить «и о некотором сходстве иконографии», так как на народной гравюре размещены сцены смерти грешника, изображение лабиринта, ада и Небесного Иерусалима. Все они входят и в иконографию «Лабиринта духовного».
- Гравюра из «Иконологии» итальянского литератора и иконографа Чезаре Рипы содержит аллегорическое изображение мира в виде лабиринта. В конце лабиринта находится скелет, который Долгова истолковывает как символ смерти. По её мнению, такое изображение даёт возможность рассматривать лабиринт на этой гравюре в сопоставлении с иконографией «Лабиринта духовного». В обоих случаях лабиринт — «символ мира, жизни, жизненного пути»[29].

Особо Анастасия Долгова оговаривает, что, так как архитектура на иконе «Лабиринт духовный» из Музея истории религии содержит черты западноевропейского зодчества, можно воспринимать это как косвенное подтверждение взаимосвязи иконографии «Лабиринта духовного» с гравюрами западного происхождения. Подводя итог своей статье, Анастасия Долгова пишет, что иконография «Лабиринт духовный» явилась результатом совместного влияния литературных источников и западноевропейских гравюр. Отдельные детали иконографии были напрямую заимствованы из гравюр и духовной литературы.

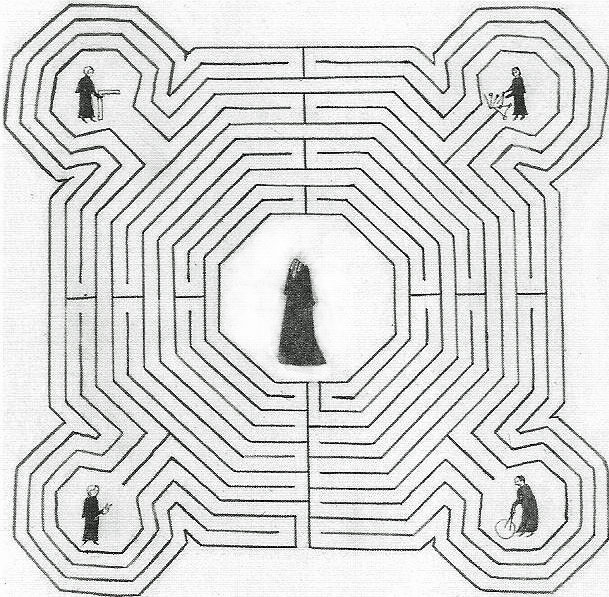
Лабиринт Реймсского собора с фигурами зодчих. Рисунок Жака Селье (XVI век)

Сергей Зотов считает возможным источником иконографии аллегорические изображения на церковных фресках Западной Европы, на которых путников, блуждающих в лабиринте своих страстей, ведёт рука Девы Марии или самого Иисуса Христа, предоставляя странникам путеводную нить, похожую на нить Ариадны из мифа о Тесее и Минотавре. Зотов отмечает, что лабиринт в европейском Средневековье служил также символом духовного поиска. Основанием такого утверждения он считает лабиринты на полу готических соборов. В Шартрском соборе даже в начале XXI века верующие совершают особое мистическое паломничество на коленях от начала к центру по такому лабиринту по пятницам (в день смерти Христа). В Феодоровском соборе Санкт-Петербурга находится уменьшенная копия шартрского лабиринта. Клир собора даёт следующее объяснение: «…двигаясь по белой линии, необходимо прийти в центр… вы довольно быстро оказываетесь в непосредственной близости от центра, но не попадаете в него. Двигаясь дальше, вы всё больше и больше уходите от центра, пока не оказываетесь на самом дальнем радиусе. И здесь, в ситуации максимального удаления, вдруг оказывается, что остаётся сделать совсем немного поворотов и вы — в центре. Смысл прост — начиная поиск Бога, человек довольно быстро впадает в иллюзию, что он уже достиг цели. Однако — впереди долгий, извилистый путь. И когда, казалось бы, все надежды потеряны и Бог — совсем далеко, выясняется, что Он — рядом».
Заслуженный работник культуры Российской Федерации Галина Зеленская отмечает наличие лабиринта на полу готических соборов Шартра, Амьена и Реймса и знакомство русских людей с книгой Яна Амоса Коменского, однако пишет, что иконописные изображения с этим сюжетом распространяются в России только с XVIII столетия и основаны на текстах Священного Писания и творениях Отцов Церкви.

### Возникновение иконографии как результат переселения в Россию религиозных сектантов из Европы
Доктор искусствоведения Игорь Орлов допускает, что символика лабиринта проникла в Россию через посредничество европейских мастеров, приглашённых Петром I и его преемниками в конце XVII и в начале XVIII веков. До этого времени лабиринт в русской иконографии не встречается. Орлов связывал его появление с переселением в Россию членов религиозной общины «Чешские братья». После изгнания из Богемии в конце XVII века (так у Орлова) они поселились в Саксонии в имении графа Николая Людвига Цинцендорфа Хернхут и стали с того времени называться гернгутерами. В 1729 году гернгутеры появились в Лифляндии на территории Российской империи, а в 1764 году, получив право свободы вероисповедания и свободного жительства, переселились в южные губернии России (в том числе в Царицынский уезд Саратовской губернии). Решающую же роль, с точки зрения Орлова, в распространении символики лабиринта в России могла сыграть книга «Лабиринт мира и рай сердца» (1623) с русским стихотворным предисловием, написанным в 1630-х годах. Искусствовед делает акцент, что её автор Ян Амос Коменский — последний епископ этой секты. Русские иконописцы, позаимствовав образ лабиринта у гернгутеров, впоследствии пытались найти ему соответствие уже в текстах Священного Писания и трудах Святых Отцов.

## Искусствоведы и культурологи об образном смысле иконографии «Лабиринта духовного»
Анастасия Долгова считает, что «образная трактовка иконы основана на эмоциональном воздействии»: «Устрашающий вид пламени и геенны, дополненный перечнем грехов, выразительно обозначенных чёрным цветом, противопоставлен райскому видению за крепкими стенами чудесного града, вблизи трона самого Спасителя, озаряющего лучами света Небесный Иерусалим, путь в который для смертного человека лежит через жизненный лабиринт и сопровождается молитвами и праведными делами, укрепляющими христианские добродетели». Долгова отмечала доступность иконографии «Лабиринта духовного» для зрителя «любого уровня».

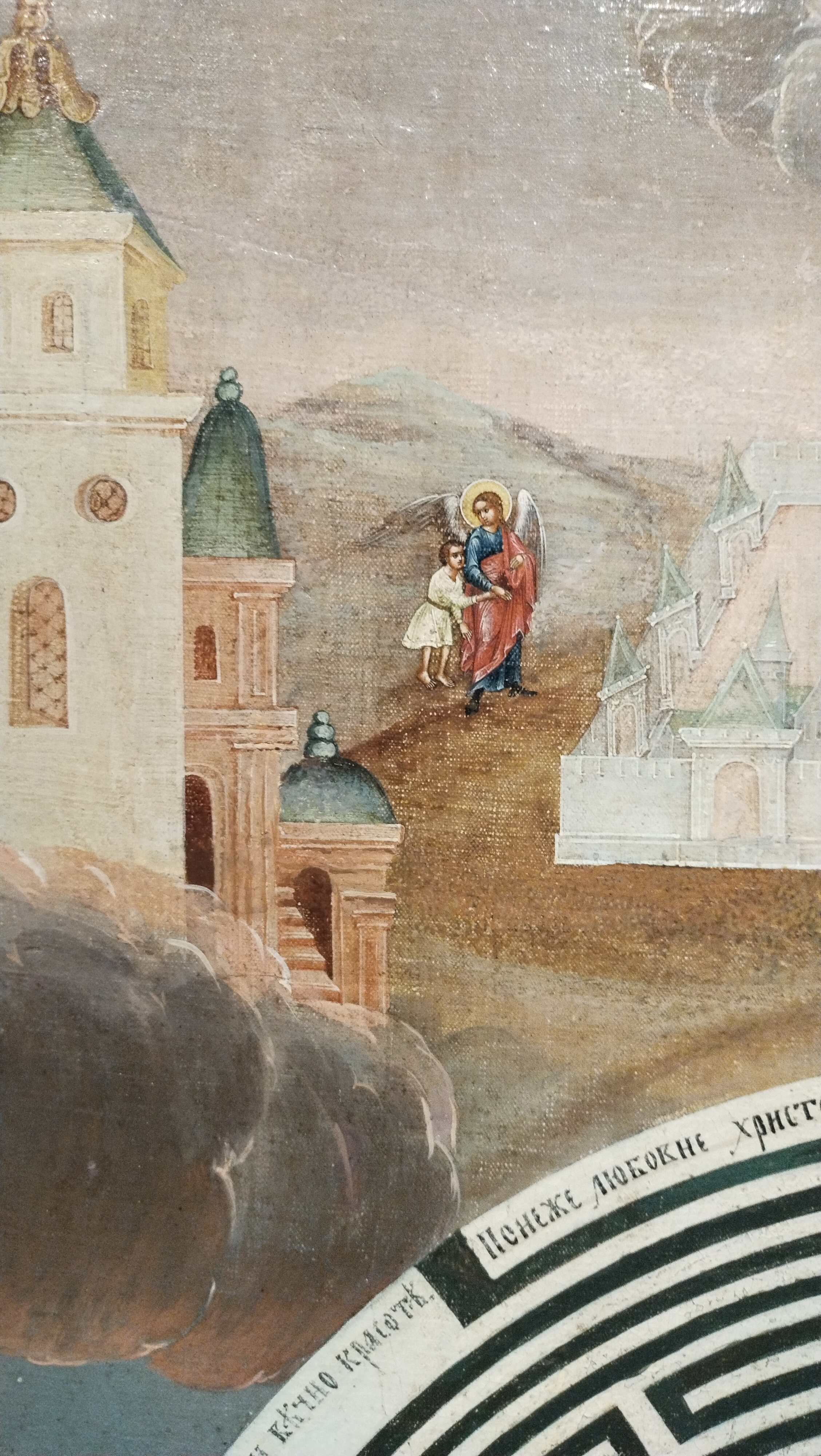
«Лабиринт духовный» из Истры (левая верхняя часть). Ангел и душа праведника идут в Небесный Иерусалим

Особое значение в создании художественного образа иконы принадлежит, по мнению Долговой, символам и аллегориям. Важнейшим из них является лабиринт, который занимает центральную часть иконы и имеет значительный масштаб (особенно в сравнении с размерами фигурок персонажей в его центре). Тексты, расположенные по его внешнему кругу, дополняют разработку сюжета. Смысл иконографии «Лабиринта духовного» — «человек должен выбрать для себя верный путь в огромном жизненном лабиринте, полном тупиков, трудностей и ложных, греховных дорог». Именно лабиринт привлекает внимание зрителя в первую очередь — верхний и нижний регистры изображения он начинает рассматривать только после этого.
Долгова отмечает, что икона из музея «Новый Иерусалим» является «более светлой и разнообразной», чем образ из Музея истории религии. Если верхний регистр её выполнен в нежных светлых красках, то они «сгущаются и темнеют книзу». Например, левый нижний угол — самый тёмный на иконе. На иконе из Истры также помещены рифмованные строки, в том числе стихи из Псалтири. Долгова отмечает, что на обеих иконах приведены одни и те же строки из Псалма 24: «Пути Твоя, Господи, скажи ми, и стезям Твоим научи мя» (Пс. 24:4). Их она считает ключевой фразой для понимания иконографии «Лабиринт духовный». Сопоставляя две иконы, исследователь сделала два вывода:
- о сюжетной близости обоих «Лабиринтов духовных» в рамках одного временного периода и о системе «единых живописных и знаковых принципов», которые были характерны для икон дидактического направления в XVIII веке;
- «Об иконографическом различии, вызванном, вероятно, отсутствием устоявшейся иконографии данного сюжета на русской почве, и, видимо, некотором различии источников, послуживших основой для создания икон».

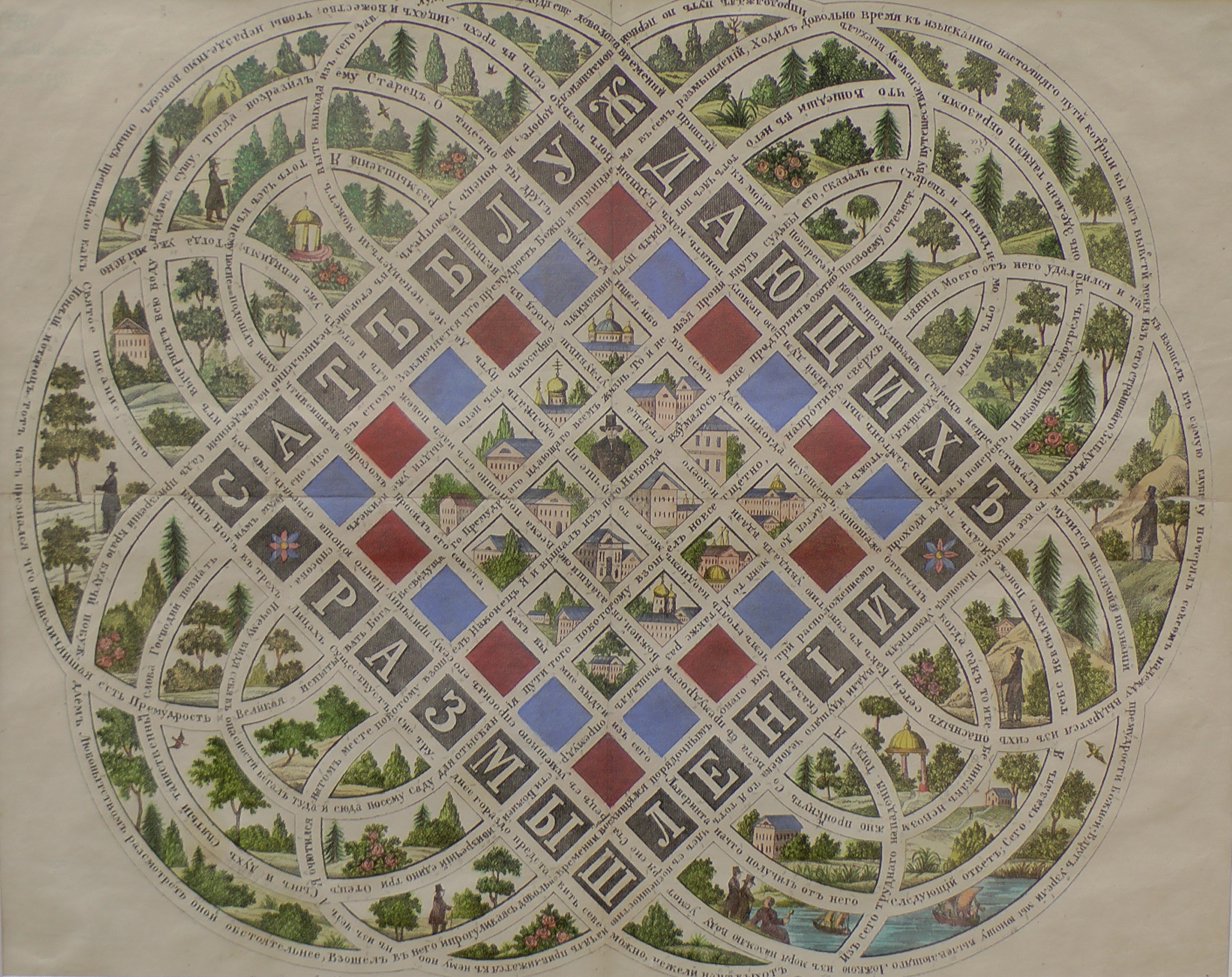
Сад блуждающих размышлений, 1859. Литография Петра Лукьянова

Сергей Зотов предполагает, что «Лабиринт духовный» использовался для гадания или испытания личного благочестия. Зритель отправлялся в путешествие по лабиринту, а когда доходил до конца, то определял, с каким грехом ему нужно бороться в первую очередь. По мнению исследователя, прихожане благодаря такой иконе «получали прогноз на будущее и испытывали чистоту своей души». Зотов выдвигал и вторую гипотезу — для клира и интеллектуалов такая икона была «мистическим упражнением, позволяющим задуматься о бренности человеческого существования и о правильности своих решений, своего рода исповедью».
Игорь Орлов утверждает, что различные изводы или копии «Лабиринта духовного» воспроизводились не только в иконописи, но и в народном, а в первую очередь в старообрядческом, лубке. Он считает, что «мифологема» лабиринта реализуется в различных вариантах в различных культурах, имеющих общие расовые и религиозные корни. Несмотря на различные интерпретации символа лабиринта в культуре разных эпох, семантика его связана с поисками «путей духовного и физического спасения», выхода в сакральную вертикаль из «„запутанной“ ситуации горизонтальной (мирской) жизненной схемы».
Современные историки средневековой культуры Дмитрий Антонов и Михаил Майзульс касаются проблемы смысловой образности иконографии «Лабиринт духовный» в книге «Демоны и грешники в древнерусской иконографии: семиотика образа». Они отмечают новизну запечатлённого здесь иконографического типа смерти — скелета с косой. Исследователи связывают его с дидактическими композициями на тему «memento mori», во множестве появившимися в Российской империи в XVIII веке.